# Richard Kind (golfer)
Richard Kind (Den Haag, 23 maart 1985) is een Nederlandse golfer.

## Amateur
In 2004 won Richard Kind het NK Strokeplay. Hij kwam in de Nederlandse selectie en maakte ook deel uit van Golf Team Holland (GTH). Hij was lid van de Koninklijke Haagsche Golf & Country Club waar hij handicap +3 had.
In 2008 speelde hij zijn laatste amateurswedstrijden. Hij werd 2de op het EK Individueel, speelde de Eisenhower Trophy in Adelaide, (Australië), en ging naar de eerste stage (Stage 1) van de Tourschool, waar zoveel kandidaten meededen, dat er op drie verschillende banen gespeeld werd. Per baan mochten de beste 30 spelers door naar de tweede ronde (Stage 2). Van de Nederlandse deelnemers kwalificeerden zich Richard Kind op de Golf de Moliets en Robin Swane op de Circolo Golf Bogogno.

## Professional
Op 2 december 2008 werd Kind professional. 
In 2009 speelde hij 2009 één toernooi op de Hi5Pro Tour op de La Sella Golfclub in Alicante en eindigde als beste Nederlander op een gedeelde 6de plaats. Daarna speelde hij de EPD Tour, te beginnen met enkele winterwedstrijden in Turkije. Op de net geopende linksbaan in Belek, waar de Lykia Classic werd gespeeld, begon hij met een ronde van -2 en eindigde na drie rondes als beste Nederlander op een gedeelde 14de plaats.

Zijn beste resultaat in 2010 was een 4de plaats bij de Morrocan Golf Classic van de Challenge Tour.
Eind juni 2012 won de PGA Trophy op de Wouwse Plantage, hetgeen hem een wildcard opleverde voor het KLM Open 2012; als winnaar van de Twente Cup ging de wildcard dus naar de volgende speler.
Kind heeft na drie jaar het Golf Team Holland per eind 2011 verlaten en gaat de opleiding tot teaching pro doen.

### Gewonnen
PGA Holland
- 2012: PGA Trophy, Twente Cup

Pro Golf Tour
- 2013: Open Madaef